# Ouiot
Ouiot (također se piše Wiyot, Owiyot, Wiyo't, Wyot, Uuyot, Uu-yot, Ouiot, Wy-ot i na druge načine), legendarni prvi poglavica čovječanstva i kulturni heroj Luiseñosa. Umro je nakon što ga je Žaba otrovala (bilo zato što ju je nenamjerno uvrijedio ili zato što je postao loš vladar, ovisno o verziji priče koja je ispričana). Kasnije je uskrsnuo iz mrtvih i postao mjesec, nakon čega je ponekad bio poznat i kao Moyla ili Moila (doslovno "Mjesec".)